# Теорија информације у психологији
Појавом макроприступа долази до промене приласка у испитивању феномена. Један од психолошких праваца, гешталт психологија, почиње уместо лабораторијског и класичног психофизичког приступа, да се бави макроприступом у испитивању когнитивних феномена уводећи феноменолошки поступак. То би била идеја да се приступи истраживању психолошких феномена у целини, не разбијајући њихову структуру. 
Појава феноменолошког метода у гешталт психологији је први доследан макроприступ у овој науци. Велика разлика је у схватању објекта, где је код гешталтиста слика у целини независна од природе елемената који је граде.
Бит је јединица количине информације и одговара једном опредељењу између две једнако вероватне могућности. Ентропија је просечна количина информације коју емитује неки извор.

## Теорија Норберта Винера
Норберт Винер, тридесет година касније, оснива кибернетику и поставља макроприступ у основу те науке. Основна намена кибернетике је била покушај успостављања веза, то јест интеграције науке кроз оно што им је заједничко. Многе од кибернетичких диспциплина имају примену у психологији. Винер је сматрао да се за савлађивање кибернетике мора знати психологија. Једна од теоријских кибернетичких основа која има директну примену у психологији је теорија информације.
Кибернетички појмови као што је систем, су део кибернетичког речника. Систем је целина, са одређеним односима међу њеним деловима. Постоје:
- детерминисани системи, где одређено дејство спољне средине или промена унутар система увек даје одређен исход.
- вероватни системи, они у којима се на дати догађај, промену, где постоје само вероватни исходи, али не и један нужан.

Кибернетички системи припадају систему вероватноће, они дозвољавају могућност више исхода. Сваки систем је само део или подсистем неког надсистема, и у односу је са својом средином. Међудејства система и средине делимо на улазна и излазна. Црна кутија је шематизована ситуација односа система и средине у којој се не улази у процесе унутар система већ се посматра само однос између улаза и изалаза (давно пре појаве кибернетике то би био модел С-Р шеме раног бихејвиоризма).
Информација је саопштење о догађају у неком систему. Међу деловима, елементима, или подсистемима неког система постоје везе којима они омуницирају. Сигнал је носилац информације, то је материјални посредник, на пример слово азбуке. Канал везе је средина у којој се остварује предаја сигнала. Кодовање је претварање саопштења из једне форме у другу, из једног система сигнала у други.

## Теорија Шенона и Вивера
К. Шенон и В. Вивер стварају теорију информације независно од кибернетике, у њиховом делу ,,математичка теорија комуникације". Математичку основу мерења количине информације дао је још и 1928. године Р. Хартли, међутим прави творац теорије је свакако Шенон који ју је први применио у испитивању комуникационих система. 
Показало се да је бинарни систем погодан за примену у мерењу количине информације. Како он поседује ,,1" и ,,0" , симбол 1 означава да се догађај одиграо, а 0 да се догађај није одиграо. У оваквом систему је количина информације је пропорционална броју алтернатива. На пример, нерви се понашају по закону ,,све или ништа", и овакав начин представљања догађаја одговара природи.
Хартли долази на идеју да се логаритамском формулом може мерити количина информације:
{\displaystyle h=\log _{2}\mathbb {N} }
Основни облик избора је избор између две алтернативе једнаке вероватноће и представља јединицу количине информације. Бит је количина информације, и одговара једном опредељењу између две једнако вероватне могућности. Битна разлика у третирању информације је да се не пита "која" информација, већ "колико" информације. Дакле, количина информације једнака је броју потребних бинарних опредељења, или бинарном логаритму броја могућих догађаја. Број могућности величине догађаја дакле повећава количину информације.
- Број могућих догађаја означава се као N
- Вероватноћа догађаја означава се као p
- Одређени догађај се означава као Xi

Општа формула гласи:
{\displaystyle N={1 \over \ p}}